# Alkborough
Alkborough ist ein Dorf in North Lincolnshire, England mit ca. 450 Einwohnern. Es liegt in einer spärlich besiedelten Gegend bei „Trent Falls“, dem Punkt, an dem die Flüsse Trent und Ouse zum Humber zusammenfließen. Die Ortschaft hat eine Fläche von 12 km². 

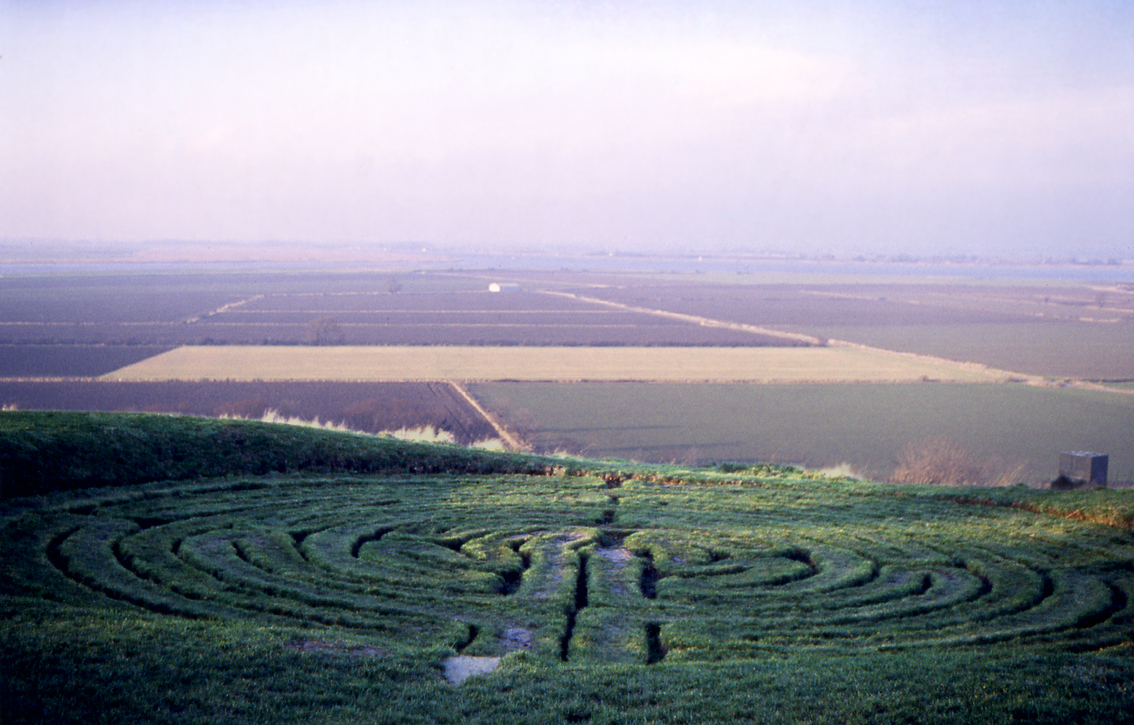
Landschaft bei Alkborough, im Vordergrund ein angelegtes Rasenlabyrinth

Julian’s Bower ist ein Labyrinth (engl. turf-cut maze oder miz-Labyrinth) das Beim Ort liegt.